# Luther Evans
Luther Harris Evans (13 ottobre 1902 – 23 dicembre 1981) è stato un politologo statunitense.

## Biografia
È stato il decimo responsabile della Library of Congress presso il Congresso degli Stati Uniti d'America. Dal 1953 al 1958 è stato direttore generale dell'UNESCO.